# Iris flexicaulis
Iris flexicaulis är en irisväxtart som beskrevs av John Kunkel Small. Iris flexicaulis ingår i släktet irisar, och familjen irisväxter. Inga underarter finns listade i Catalogue of Life.